# Let's Dance (film, 2006)
Let's Dance (v anglickém originále Step Up) je americký dramatický film z roku 2006. Režisérem filmu je Anne Fletcher. Hlavní role ve filmu ztvárnili Channing Tatum, Jenna Dewanová, Mario a Drew Sidora.

## Děj
Tyler Gage (Channing Tatum) si musí odpracovat veřejně prospěšné práce na Marylandské škole umění, poté co se dostane do problémů se zákonem. Studentka Nora (Jenna Dewanová) přichází o svého tanečního partnera pro závěrečné taneční vystoupení a jediný člověk, které má volno a schopnosti je právě Tyler. Jeho taneční nadání se však nezapře a Nora zjistí, že v tomto drsném klukovi je něco víc...

## Obsazení
| Channing Tatum      | Tyler Gage           |
| Jenna Dewanová      | Nora Clark           |
| Mario               | Miles Darby          |
| Drew Sidora         | Lucille "Lucy" Avila |
| Damaine Radcliff    | Mac Carter           |
| De'Shawn Washington | Skinny Carter        |
| Alyson Stoner       | Camille Gage         |
| Rachel Griffiths    | ředitelka Gordan     |
| Josh Henderson      | Brett Dolan          |
| Hevy D              | Omar                 |

### Tržby
I přes negativní kritiky amerických kritiků film vydělal 21 milionů dolarů za první týden promítání v kinech. K 19. říjnu 2006 film vydělal 65 328 121 milionů dolarů ve Spojených státech a Kandě.

## Soundtrack
Na soundtrackovém albu se podíleli umělci jako Mario, Drew Sidora, Ciara, Chamillionaire, Samantha Jade, Chris Brown a další. Hlavním singlem ze soundtracku byli písničky "When You Gonna Give It Up To Me" od Seana Paula a Keyshii Cole.
Na albu je 15 písniček. Umístilo se na 6. místě v žebříčku Billboard 200 a na 1. místě v Billboard Top Soundtracks.

## Sequely
Film následují čtyři sequely: Let's Dance 2 (2008), Let's Dance 3D (2010), Let's Dance Revolution (2012) a Let's Dance All In (2014)